# Eberhard von Gemmingen (1567–1611)

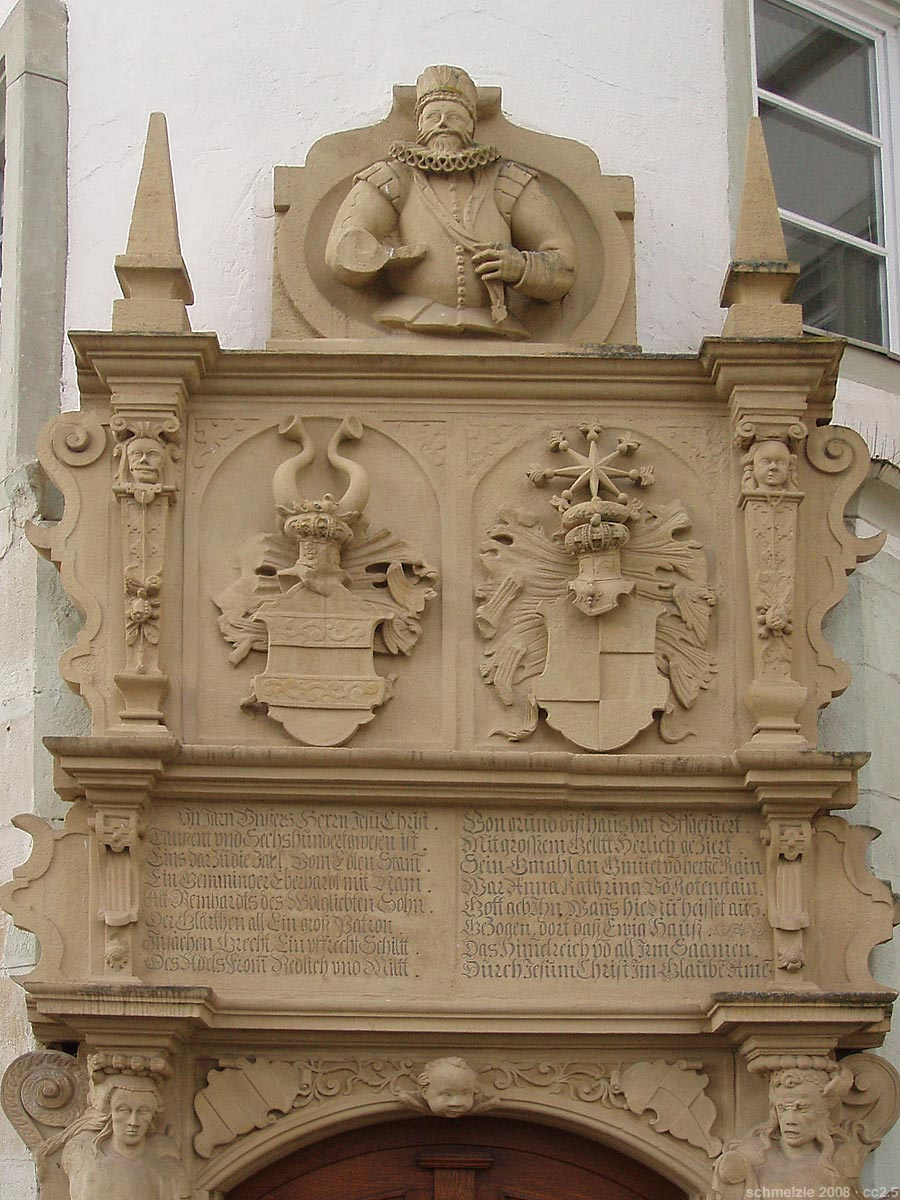
Portal am Treppenturm des Wasserschlosses in Bad Rappenau mit Brustbüste Eberhards und Allianzwappen Gemmingen-Rodenstein

Eberhard von Gemmingen (* 16. Juli 1567 in Bürg; † 26. Oktober 1611 in Rappenau) war der Erbauer des Bad Rappenauer Wasserschlosses.

## Leben
Eberhard von Gemmingen war der älteste Sohn von Reinhard von Gemmingen (1532–1598) und Helene von Massenbach. Er studierte in Tübingen, Marburg, Straßburg und Ingolstadt. Der Vater berief ihn 1594 zurück nach Treschklingen, im selben Jahr heiratete Eberhard Anna Katharina von Rodenstein. Von seinem Vater erbte er bei der Erbteilung 1599 dessen Besitz in Rappenau, wo er von 1601 bis 1603 das Wasserschloss erbauen ließ, das er nach Fertigstellung mit seiner Familie bezog. Zum weiteren Erbe zählte Buttenhausen. Er galt als gebildet und sein Haus stand Künstlern und Gelehrten offen. 1604 erwarb er das Gut Wintersheim.
Beide Eheleute verstarben im Oktober 1611 im Abstand von nur drei Wochen und wurden in der evangelischen Kirche des Ortes bestattet. Der Gemmingensche Hofmeister Johann Valentin Andreae (1586–1654), der Eberhards ältesten Sohn Philipp für das Studium in Tübingen vorbereiten sollte, hielt damals eine lateinische Denkrede, die 1619 auch gedruckt erschien. Darin pries er den Verstorbenen als Beispiel des „echten Adels“: Da gibt es kein zügelloses Leben zu sehen, keine lästernde Rede zu hören, keinen gemästeten und strotzenden Bauch, keine verrückte Hetzjagd mit Pferden, keine Verachtung der bäuerlichen Bevölkerung, keine rasende Verfolgung des Wilds in den Wäldern, kein roher Missbrauch der Menschen, keine Vielzahl von Speisengängen, keine monströsen Kleidungsstücke, keine französischen oder italienischen Sitten, keinen neugierigen Müßiggang, sondern, mit einem Wort gesagt, das gesunde Maßhalten, die richtige Art zu leben, das heißt, keine Neigung weder zur Übertreibung noch zum Mangel, sondern auf Frieden gegründet, durch Wachstum bewegt, durch einen guten Ruf geschmückt und über allem die Förderung durch die Hilfe Gottes.
Das erst wenige Jahre alte Grabmal Eberhards und seiner Gemahlin wurde bereits 1622 im Umfeld der Schlacht bei Wimpfen von Tillys Truppen zerstört.

## Familie
Er war ab dem 26. August 1594 mit Anna Katharina von Rodenstein († 3. Oktober 1611) verheiratet, mit der er acht Nachkommen hatte. Die Kinder waren beim Tod der Eltern alle noch minderjährig. Die Söhne Philipp, Melchior Reinhard und Hans Sigmund unterstanden vorerst der Vormundschaft der Brüder Eberhards. Zunächst übernahm Hans Wilhelm von Gemmingen, der 1615 starb, diese Aufgabe und dann Reinhard der Gelehrte. Die Söhne verstarben alle im Dreißigjährigen Krieg, das Lehen wurde 1630 eingezogen und erst 1648 an Eberhards gleichnamigen Enkel Eberhard (1628–1675) zurückgegeben.
Nachkommen:
- Helena Katharina (1595–1626) ⚭ Bernhard von Mentzingen
- Agathe Sabine (1597–1641)
- Anna Magdalena (1600–1628) ⚭ Bernhard von Mentzingen
- Philipp (1601–1638) ⚭ Ursula Barbara von Warnstädt
- Maria Christina (1602–1635) ⚭ Adam von Vesterberg
- Melchior Reinhard (1603–1635) ⚭ Elisabetha Katharina von Stockheim, keine Nachkommen
- Maria Margaretha (1605–1649) ⚭ Ph. L. von Seckendorff
- Hans Sigmund, diente wahrscheinlich im selben Regiment wie Philipp, keine Nachkommen